# Matthieu Rosset
Matthieu Rosset (Lyon, 26 de mayo de 1990) es un deportista francés que compite en saltos de trampolín.
Ganó una medalla de oro en el Campeonato Mundial de Natación de 2017 y diez medallas en el Campeonato Europeo de Natación entre los años 2011 y 2017.

## Palmarés internacional
| Campeonato Mundial | Campeonato Mundial       | Campeonato Mundial | Campeonato Mundial   |
| Año                | Lugar                    | Medalla            | Prueba               |
| ------------------ | ------------------------ | ------------------ | -------------------- |
| 2017               | Budapest (Hungría)       | Medalla de oro     | Equipo mixto         |
| Campeonato Europeo |                          |                    |                      |
| Año                | Lugar                    | Medalla            | Prueba               |
| 2011               | Turín (Italia)           | Medalla de bronce  | Trampolín 1 m        |
| 2011               | Turín (Italia)           | Medalla de bronce  | Trampolín 3 m sincro |
| 2012               | Eindhoven (Países Bajos) | Medalla de oro     | Equipo mixto         |
| 2012               | Eindhoven (Países Bajos) | Medalla de oro     | Trampolín 3 m        |
| 2012               | Eindhoven (Países Bajos) | Medalla de bronce  | Trampolín 1 m        |
| 2014               | Berlín (Alemania)        | Medalla de bronce  | Trampolín 1 m        |
| 2015               | Rostock (Alemania)       | Medalla de oro     | Trampolín 1 m        |
| 2015               | Rostock (Alemania)       | Medalla de oro     | Trampolín 3 m        |
| 2017               | Kiev (Ucrania)           | Medalla de oro     | Equipo mixto         |
| 2017               | Kiev (Ucrania)           | Medalla de bronce  | Trampolín 1 m        |